# Allen Iverson
Allen Ezail Iverson (Hampton, Virginia, 7 de junio de 1975) es un exjugador de baloncesto estadounidense que disputó 14 temporadas en la NBA, y una decena de partidos en la liga turca. Con 1,83 metros de estatura, jugaba como base o escolta. 
Fue seleccionado en la primera posición del Draft de la NBA de 1996 por Philadelphia 76ers, equipo en el que jugó hasta 2006, cuando fue traspasado a Denver Nuggets. En su etapa en los 76ers, Iverson ganó el MVP de la Temporada y del All-Star Game en 2001, liderando además a su equipo a las Finales de la NBA donde cayó ante Los Angeles Lakers de Phil Jackson. En su primera campaña en la liga ganó el premio de Rookie del Año e integró el mejor quinteto de rookies de la temporada. Ocupa el séptimo puesto en la categoría de puntos por partido en la historia de la NBA, con 26,7 puntos por encuentro, solo superado por Michael Jordan, Wilt Chamberlain, LeBron James, Kevin Durant, Elgin Baylor y Jerry West.

## Trayectoria deportiva

### Instituto
Iverson asistió al Instituto Bethel en su lugar de nacimiento, Hampton, donde comenzó a jugar al fútbol americano como quarterback, aunque posteriormente jugó también en otras posiciones como running back, kick returner y defensive back. A la vez, jugaba como base en el equipo de baloncesto. En su temporada júnior llevó a ambos equipos a conquistar el campeonato estatal de Virginia, y ganó en los dos deportes el premio al mejor jugador de instituto otorgado por Associated Press.
El 14 de febrero de 1993 se vio envuelto junto con unos amigos en una pelea con un grupo de adolescentes blancos en una bolera de su ciudad natal. Al parecer, unos jóvenes blancos de un pueblo cercano con fama racista les incriminaron hasta que finalmente los amigos de Iverson se acercaron para defenderle, comenzando así la pelea. En unas grabaciones hechas en el momento, se ve cómo Allen abandona la bolera alejándose del tema. En un mediático e injusto caso, fue condenado a 5 años de prisión y a 10 de suspensión. Pasó cuatro meses en un correccional de Newport News, Virginia, antes de que el gobernador de Virginia, Douglas Wilder le concediera el indulto. En 1995, la Corte de Apelación del Estado de Virginia revocó la condena.

### Universidad
Durante su estancia en el correccional, su madre visitó al entrenador del equipo de baloncesto de la Universidad de Georgetown, John Thompson, para pedirle que ayudara a su hijo. En la primavera de 1994, el entrenador visitó a Iverson en el Instituto Bethel y le convenció para que aceptara una beca en su universidad, pero le advirtió de que no dudaría en enviarle de vuelta a casa si le fallaba a él o al estricto código de honor de Georgetown.
Con la camiseta de los Hoyas, Iverson ganó el premio al mejor defensor del año en la Big East Conference en dos ocasiones, fue elegido rookie del año de la Conferencia en 1995 e incluido en el mejor quinteto en 1996. Ganó la medalla de oro en la Universiada de 1995 en Japón. En ella, Iverson lideró al combinado estadounidense en anotación y en asistencias, promediando 16,7 puntos por partido y 6,1 asistencias. Como freshman (primer año), ganó el Rookie del Año de la Big East tras promediar 20,4 puntos y 4,5 asistencias por encuentro. En su año sophomore (segundo año), fue nombrado integrante del primer equipo del All-America por Associated Press. Aquel año lideró a los Hoyas en anotación con 25 puntos por partido, en asistencias con 4,7 y en robos de balón con 3,35, además de jugar como titular 66 de los 67 partidos que disputó. Iverson abandonó los Hoyas como el máximo anotador de su historia.
Debido a que la situación de su familia empeoraba, ya que una de sus hermanas cayó enferma y necesitaba cuidados médicos, Iverson tuvo que dar el salto a la NBA antes de graduarse, siendo además el primer jugador en dejar los Hoyas por la NBA con Thompson de entrenador.

#### Estadísticas
| Año     | Equipo     | PJ | PT | MPP  | %TC  | %3P  | %TL  | RPP | APP | ROB | TPP | PPP  |
| ------- | ---------- | -- | -- | ---- | ---- | ---- | ---- | --- | --- | --- | --- | ---- |
| 1994–95 | Georgetown | 30 | 29 | 32.2 | .390 | .232 | .688 | 3.3 | 4.5 | 3.0 | .2  | 20.4 |
| 1995–96 | Georgetown | 37 | 37 | 32.8 | .480 | .366 | .678 | 3.8 | 4.7 | 3.4 | .4  | 25.0 |
| Total   | Total      | 67 | 66 | 32.5 | .440 | .299 | .638 | 3.6 | 4.6 | 3.2 | .3  | 23.0 |

### NBA

#### 1996-97: TemporadaRookie
Tras dos temporadas en Georgetown, Iverson fue seleccionado en la primera posición del Draft de la NBA de 1996 por los Sixers, Con su 1,83 de estatura se convirtió en el jugador más bajo de la historia del draft en ser elegido en la primera posición. Pronto se convirtió en uno de los mejores bases de la liga, ganando los premios de rookie del mes de noviembre y abril, y posteriormente el rookie del año. También formó parte del mejor quinteto de rookies de la temporada. Lideró a los Sixers con 23,5 puntos por partido (sexto en la NBA), 7,5 asistencias (undécimo) y 2,07 robos de balón (séptimo) en 40,1 minutos de juego (octavo), así como a los rookies en dichas categorías estadísticas. A pesar de lanzar con un porcentaje del 41,6 en tiros de campo, fue capaz de anotar 155 triples y obtener un 34,1 % de acierto. En sus últimos ocho partidos de temporada regular, Iverson promedió 39 puntos incluyendo cuatro partidos con 40 o más puntos y siendo el único rookie en la historia en lograrlo. El 12 de abril anotó 50 puntos a Cleveland Cavaliers a pesar de caer derrotado por 125-118, convirtiéndose en el segundo jugador más joven (21 años y 310 días) en la historia en llegar a los 50 puntos. Treinta y dos años antes, Rick Barry de San Francisco Warriors anotó 57 puntos con 21 años y 261 días. En el Schick Rookie Game del All-Star Weekend, Iverson firmó 19 puntos y 9 asistencias en 26 minutos, siendo nombrado MVP del partido. También fue invitado a participar en el Concurso de Mates, pero rechazó la invitación debido a una lesión.
En el apartado colectivo, los 76ers completaron una mala temporada al ganar 22 partidos y perder 60, aunque mejoraron el balance logrado en la temporada anterior. El equipo llevaba desde 1991 sin acceder a playoffs. A pesar de su juego, Iverson manejó con dificultad su nuevo estatus de celebridad tanto con la prensa como con los jugadores y entrenadores, de los que recibía críticas y acusaciones de falta de respeto a los grandes jugadores de la NBA, y a los veteranos (un ejemplo de ello fue el crossover a Michael Jordan con posterior canasta).

#### 1997-00: Renacen los 76ers
En la temporada 1997-98, los Sixers mostraron una leve mejoría y abandonaron la parte baja de la clasificación con un balance de 31 victorias y 51 derrotas. Iverson consiguió números parecidos a los de la temporada anterior, con peor balance en puntos (22 por partido), asistencias (6,2), rebotes (3,7) y porcentaje de triples (29,8), pero mejor en los apartados de porcentaje de tiros de campo (46,1), porcentaje de tiros libres (72,9), robos de balón (2,2) y pérdidas (3,05), jugando 80 partidos, todos ellos como titular. Su mejor partido de la temporada llegó el 10 de abril de 1998 ante Minnesota Timberwolves, donde anotó 43 puntos y atrapó 4 rebotes. Dos días antes, logró la mejor marca reboteadora en su carrera por entonces, con 10 rechaces, en la victoria por 109-101 ante Charlotte Hornets.

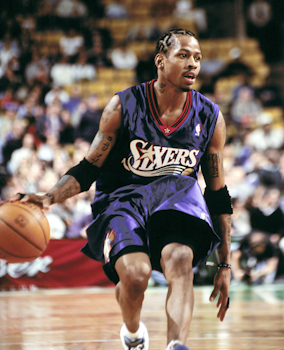
Iverson en 2001.

En la siguiente temporada se produjo el lockout o cierre patronal de la liga por la huelga de los jugadores. En enero, Iverson firma una extensión de su contrato por 70,9 millones de dólares por seis temporadas. La temporada regular comenzó en febrero y se redujo a 50 partidos. Los Sixers ganaron 20 partidos y entraron en los playoffs por primera vez desde que Iverson formara parte del equipo. Iverson logró su primer título de máximo anotador de la NBA con 26,8 puntos por encuentro, además de finalizar sexto en el apartado de robos de balón (2,29), y fue incluido en el mejor quinteto de la temporada por primera vez en su carrera. En febrero fue nombrado mejor jugador del mes al promediar 28,5 puntos, 6 asistencias, 5,8 rebotes, 2,31 robos de balón y liderar a los 76ers a un balance de 8-5 en el mes. En los playoffs jugó los 10 partidos como titular con una media de 44,4 minutos por encuentro a pesar de las numerosas lesiones que padecía. En primera ronda los 76ers se deshicieron de Orlando Magic en cuatro partidos, aunque en la siguiente ronda los veteranos Indiana Pacers les eliminaron por 4-0.
La temporada 1999-00 fue similar a la anterior. los 76ers cayeron en Semifinales de Conferencia a manos de los Pacers. En playoffs, Iverson promedió 26,2 puntos, 4,8 asistencias y 4 rebotes por partido, incluyendo un encuentro de 40 puntos en primera ronda ante Charlotte Hornets. En temporada regular, los 76ers ganaron 49 partidos y Iverson integró el segundo quinteto de la NBA con promedios de 28,4 puntos, 4,7 asistencias y 2,1 robos de balón en 40.8 minutos de juego. En esta temporada fue el único jugador que consiguió un voto en la elección del MVP de la temporada además del ganador Shaquille O'Neal. El 6 de febrero de 2000 igualó su mejor marca anotadora (50 puntos) en la victoria de los Sixers ante Sacramento Kings.
El All-Star Game de 2000 fue el primero en la carrera de Iverson, finalizando el partido con 26 puntos y 9 asistencias como titular en el Este. También participó en el concurso de triples, terminando en la séptima posición.

#### 2000-01: MVP y Finales de la NBA

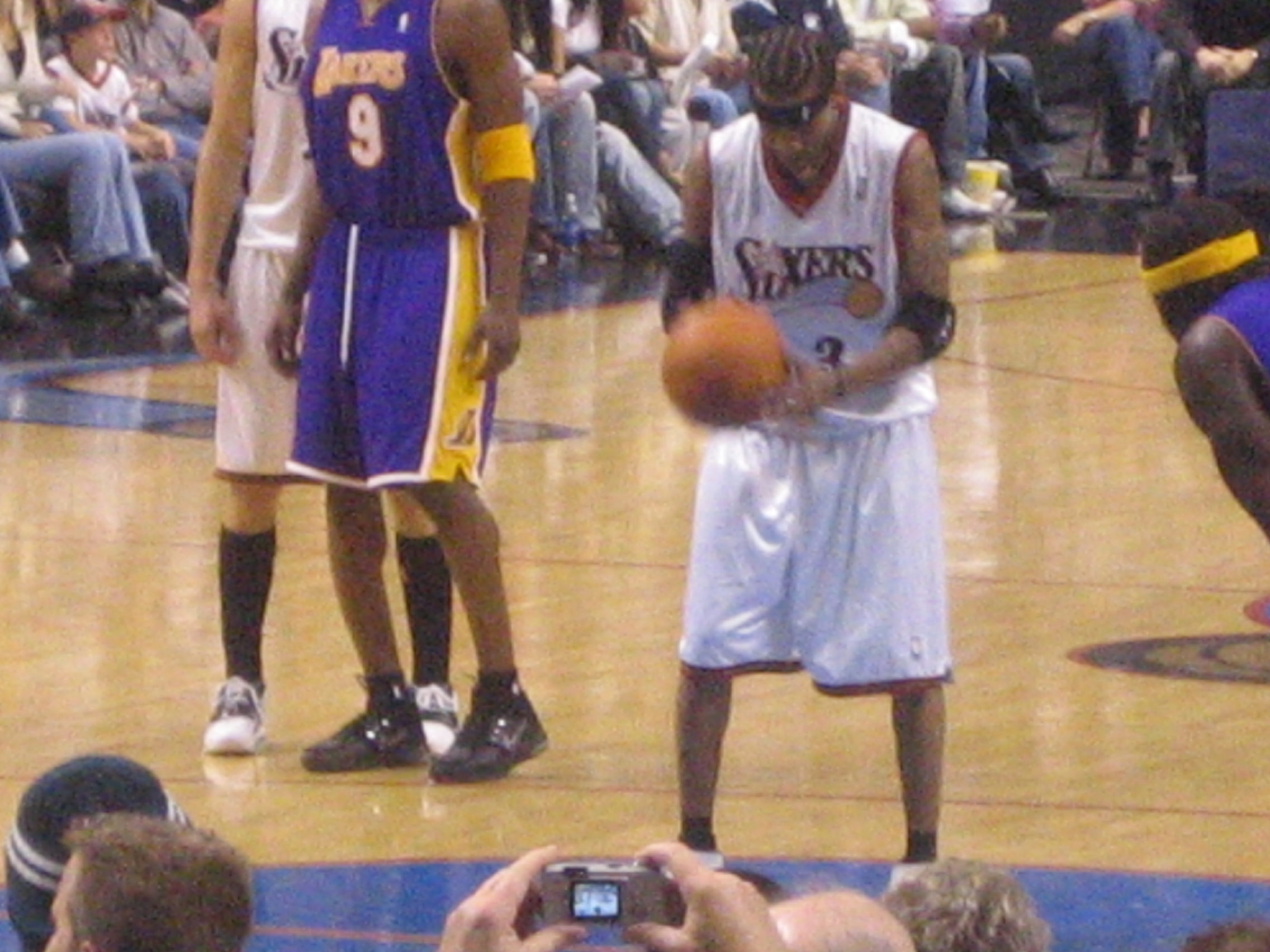
Iverson intenta un tiro libre ante los Lakers.

Iverson comenzó la temporada 2000-01 llevando a los 76ers a la victoria en los diez primeros partidos. Finalizó con 56 victorias, el mejor balance de la Conferencia Este. Sus promedios ascendieron a 31,1 puntos, con los que ganó su segundo título de máximo anotador, 4,6 asistencias, 3,8 rebotes, 2,5 robos de balón (líder en la NBA) y 42 minutos de juego en los 77 partidos que disputó. Además, se convirtió en el primer jugador desde Michael Jordan en 1996 en promediar más de 30 puntos por partido en una temporada, además de liderar conjuntamente las estadísticas de anotación y de robos de balón. También finalizó segundo en la liga en tiros libres totales (585), cuarto en tiros libres intentados (719) y primero en minutos. Con Iverson anotando más de 40 puntos, los Sixers lograron un balance de 12 victorias y 5 derrotas; sin él en pista, debido a lesiones, de 6-5, siendo el máximo anotador del equipo en 65 de los 82 partidos de la temporada regular. Integró el mejor quinteto de la temporada y ganó el premio de mejor jugador del mes en enero, además de incrementar su marca personal anotadora a 54 puntos ante Cleveland Cavaliers.
En su segunda participación consecutiva en el All-Star Game, Iverson lideró la remontada del Este al oeste junto con Stephon Marbury, ganando el partido y siendo elegido MVP del partido por primera vez. Al finalizar la temporada regular, fue premiado con el MVP de la Temporada, y se convirtió en el jugador de menor estatura en lograrlo a lo largo de la historia de la liga.
En playoffs, los Sixers eliminaron a los Pacers en primera ronda antes de enfrentarse a Toronto Raptors en Semifinales de Conferencia. La serie se fue hasta el séptimo partido, y de no ser por el lanzamiento errado en el último segundo de Vince Carter en ese partido, los 76ers hubieran caído eliminados. En la final de la Conferencia se midieron a Milwaukee Bucks y lograron la victoria también en siete partidos, por lo que llegaron a la final de la NBA. Su rival fue Los Angeles Lakers, el vigente campeón en ese momento. En el primer partido, Iverson anotó 48 puntos y los 76ers ganaron el encuentro, pero sin embargo, Shaquille O'Neal y Kobe Bryant llevaron a los Lakers a la victoria en los cuatro siguientes duelos y se hicieron con el campeonato por segundo año consecutivo.

#### 2002-06: Problemas y últimos años en Filadelfia

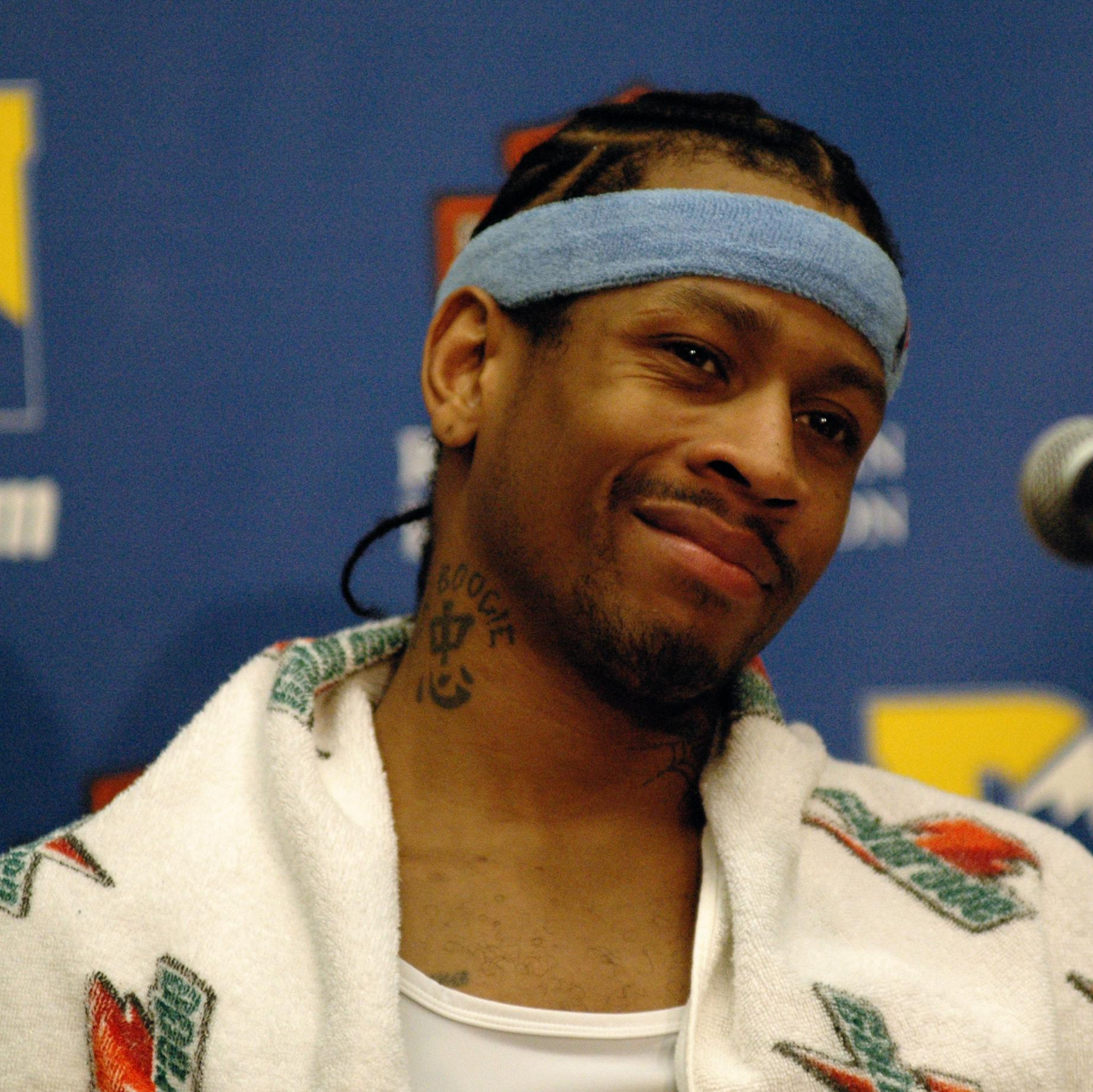
Iverson en una rueda de prensa después de un partido.

Tras las Finales de 2001, ni Iverson ni los 76ers volverían a tener un éxito como aquel. En la siguiente temporada revalidó su título de máximo anotador de la liga con 31,4 puntos y fue seleccionado en el segundo mejor quinteto de la temporada. Su promedio de puntos fue el segundo mejor en la historia de la franquicia por detrás de los 33,5 de Wilt Chamberlain. En playoffs fueron eliminados en primera ronda por Boston Celtics en cinco partidos, a pesar de los 30 puntos por encuentro de Iverson.
En la temporada 2002-03 jugó los 82 partidos de la temporada regular por primera vez en su carrera, finalizando tercero en la liga en puntos con 27,2 por encuentro y lideró la NBA en robos por tercera vez consecutiva. En playoffs, promedió 31,7 puntos y 7,4 asistencias en los 12 partidos que disputó. En primera ronda eliminó a New Orleans Hornets por 4-2, endosándoles 55 puntos en el primer duelo de la serie, récord de franquicia y récord personal del jugador en playoffs. En la siguiente ronda, Detroit Pistons les eliminó en seis encuentros. En el quinto partido de la eliminatoria, Iverson anotó 14 puntos, que rompieron una racha de 22 partidos de playoffs consecutivos con 20 puntos o más.
En septiembre de 2003 firma una extensión de contrato con los Sixers por cuatro temporadas, haciéndose efectiva a partir de 2005 cuando terminaba su contrato anterior. Las lesiones acecharon a Iverson a lo largo de la siguiente campaña. Jugó únicamente 48 partidos, y los Sixers lo pagaron, y ganaron solamente 33 partidos, quedando fuera de los puestos de playoffs. En esa temporada, Iverson se convirtió en el décimo jugador en llegar más rápido a los 14 000 puntos (en 518 partidos) tras anotar 30 puntos contra Orlando Magic. En la temporada 2004-05 llegó hasta los 60 puntos ante los Magic, récord personal, siendo así el segundo jugador en la historia de la franquicia en anotar 60 puntos o más (Chamberlain lo logró 3 veces). También se convirtió en el séptimo jugador en la historia de la NBA en conseguir 50 o más puntos en partidos consecutivos, uniéndose al club integrado por entonces por Rick Barry, Elgin Baylor, Wilt Chamberlain, Antawn Jamison, Michael Jordan y Bernard King. Además, se hizo con su cuarto título de máximo anotador de la liga promediando 30,7 puntos por partido. En el All-Star Game de 2005, fue votado MVP del partido por segunda vez en su carrera al aportar 15 puntos, 9 asistencias, 4 robos y ayudar a la victoria del Este. En playoffs, fueron eliminados por los Pistons del exentrenador de los 76ers Larry Brown en cinco partidos, a pesar de la llegada al equipo en febrero de la estrella Chris Webber, procedente de Sacramento Kings.
La campaña 2005-06 fue la última que jugó completa en los 76ers. A pesar de conseguir 33 puntos por encuentro, Kobe Bryant le superó, y no pudo revalidar su premio de máximo anotador de la liga. Con un pobre balance de 38 victorias y 44 derrotas, los 76ers quedaron fuera de playoffs por segunda vez en tres años. Durante el verano de 2006 se rumoreó el traspaso de Iverson, pero ningún intercambio se completó y el jugador permaneció en Filadelfia. Sin embargo, el 8 de diciembre, con la temporada 2006-07 ya comenzada, Iverson pidió el traspaso y once días más tarde los Sixers lo enviaron junto con Ivan McFarlin a Denver Nuggets por Andre Miller, Joe Smith y dos primeras rondas del Draft de 2007.

##### Relación con Larry Brown
Desde la temporada 1997-98 hasta la 2002-03, su entrenador fue Larry Brown. A menudo el jugador elogiaba a Brown, diciendo que sin él no habría conseguido tantos éxitos en el deporte, aunque ambos tuvieron una relación de amor-odio. Sin embargo, chocaban con frecuencia, siendo famoso el enfrentamiento verbal que tuvieron tras la eliminación de los 76ers en los playoffs de 2002 en el que Brown le criticaba su falta de asistencia a los entrenamientos. En la entrevista realizada a Iverson, el jugador dice la palabra "entrenar" en 21 ocasiones, a lo que Brown respondió al día siguiente con un "ha dicho la palabra entrenar más veces que lo que realmente entrena". Sin embargo, ambos terminaron bien tras la marcha de Brown de los 76ers en 2003, y posteriormente se reunieron de nuevo en los Juegos Olímpicos de Atenas 2004, con Brown de entrenador y Iverson de cocapitán.
En 2005, en el programa televisivo Quite Frankly with Stephen A. Smith de ESPN, pidieron a Iverson que resumiera sus problemas con Brown. Iverson confesó que fue un privilegio y un honor haber tenido a Brown como entrenador, sin reparos ni críticas; describió a Brown como una influencia positiva en su carrera profesional y en su vida personal. Smith emitió un video en el que Brown describía al jugador como el modelo a imitar ideal para los niños americanos, y Iverson no pudo contener la emoción.

#### 2006-2008: Denver Nuggets

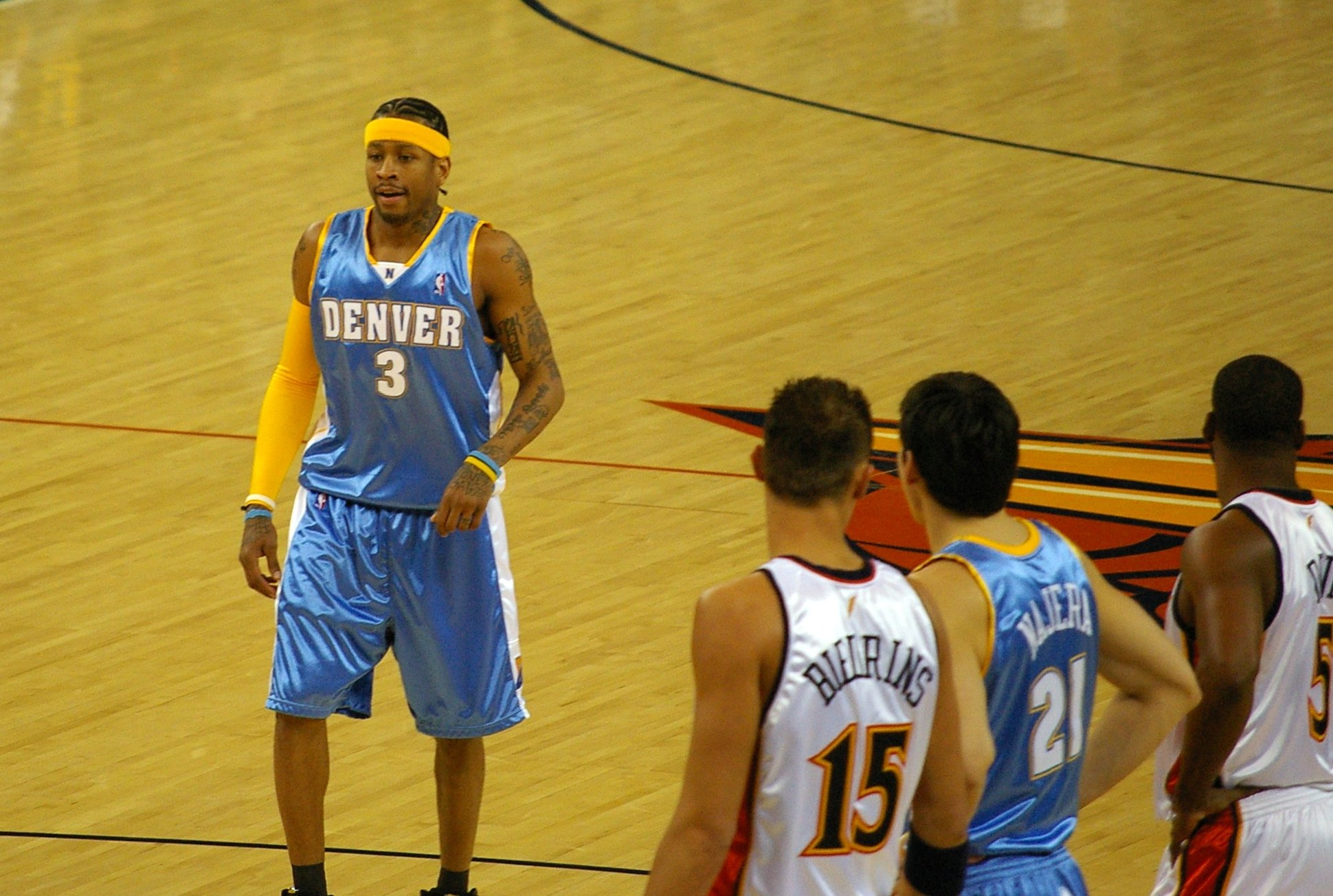
Iverson en un partido ante Golden State Warriors.

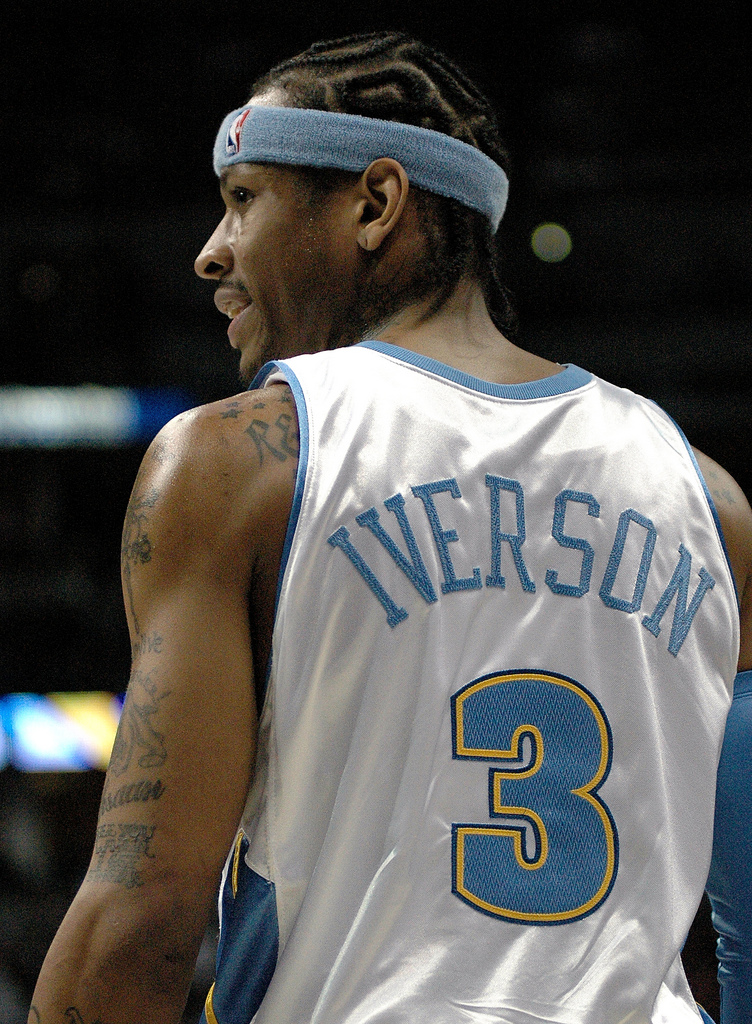
Allen Iverson en su etapa en Denver Nuggets.

Tras su llegada a Denver Nuggets a finales de 2006, el equipo se juntó con los dos máximos anotadores de la liga, ya que en ese momento Carmelo Anthony se mantenía como líder e Iverson aparecía en segundo lugar. Aquella temporada en los Nuggets disputó 50 partidos, 49 de ellos como titular, aportando 24,8 puntos y 7,2 asistencias. En los 15 encuentros que jugó previamente con los 76ers, sus números ascendieron a 31,2 puntos y 7,3 asistencias. Tras finalizar con 45 victorias, los Nuggets accedieron a los playoffs y cayeron eliminados en primera ronda por cuarto año consecutivo, esta vez con San Antonio Spurs de rival y en cinco partidos. El año siguiente fue similar, con los Nuggets fuera de competición a las primeras de cambio y ello con cinco victorias más en temporada regular que el año anterior.
El 27 de marzo de 2008, la tienda oficial de la NBA en la Quinta Avenida de Nueva York anunció las 10 camisetas más vendidas en la tienda en la última década, estando Iverson en el tercer lugar de la lista y solo superado por Michael Jordan y Kobe Bryant.

#### 2008-09: Detroit Pistons

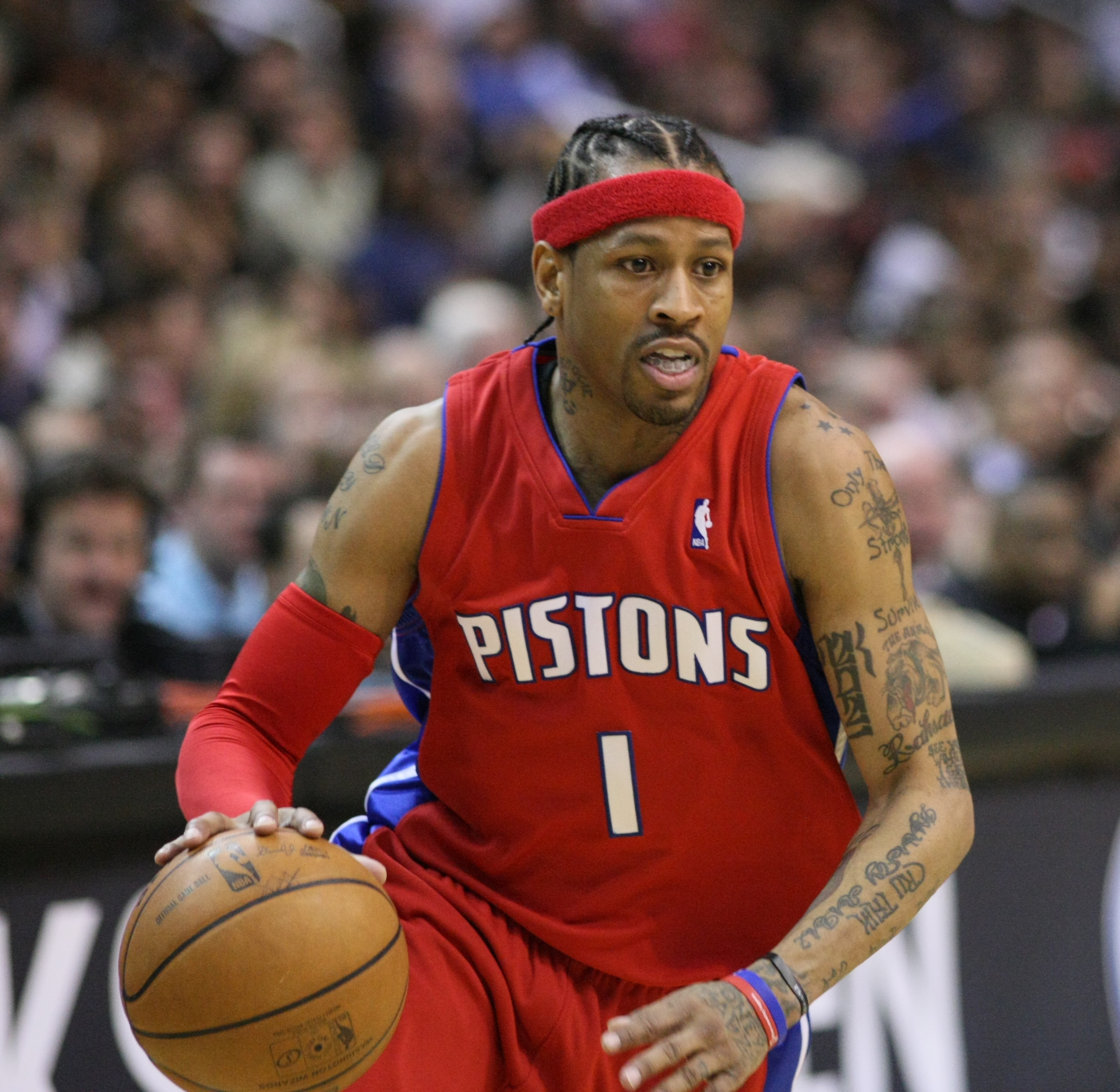
Iverson en un partido con Detroit Pistons.

El 3 de noviembre de 2008 fue traspasado a Detroit Pistons a cambio de Chauncey Billups, Antonio McDyess y Cheikh Samb. El cambio supuso también un cambio de dorsal para Allen, pasando de llevar el número 3 (que había mantenido durante sus 12 años en la liga) a llevar el número 1, ya que el 3 lo había lucido a lo largo de la temporada Rodney Stuckey. Detroit ya había intentado el fichaje de Iverson durante la temporada 2000-2001.
Este cambio ofrecía en principio, tanto a Allen como a Detroit, muchas más posibilidades de conseguir el anillo. Anotó 24 o más puntos en cuatro de sus cinco primeros partidos con la camiseta de los Pistons, pero una lesión le impidió jugar la mayor parte de la temporada. Cuando el 28 de marzo de 2009 el base de Georgetown regresó a la plantilla lo hizo con el rol de hombre de banquillo. En los tres partidos posteriores a su lesión, promedió 7,7 puntos, 1,3 rebotes y 2,7 asistencias en 18,7 minutos de juego por encuentro, y fue entonces cuando Joe Dumars, presidente de operaciones de baloncesto de los Pistons, anunció que Iverson dejaba el equipo alegando cuestiones de salud, habiendo llegado a un acuerdo con el propio jugador y el equipo médico. A pesar de ello, los rumores apuntaban a un desplante del jugador por haber perdido su estatus de titular.

Estoy en una posición en la que nunca he estado en mi vida. Así es difícil encontrar el ritmo. Me saco el sombrero ante los hombres que son capaces de salir del banco y ser efectivos. Para mí, es difícil. Me está dando problemas.

#### 2009-10: Memphis y regreso a los 76ers

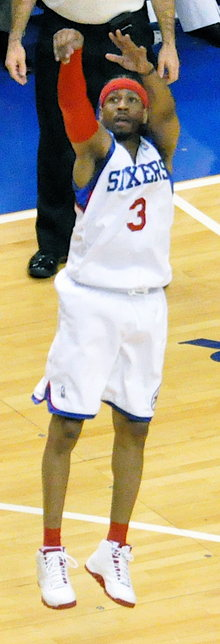
Iverson lanzando a canasta en 2010

El 10 de septiembre de 2009 se anunció su fichaje por una temporada por Memphis Grizzlies. Pero su estadía en los Grizzlies se complicó en parte por una lesión que no le permitió disputar la pretemporada y los primeros partidos de la temporada regular, además de por su disgusto por comenzar los partidos en el banquillo. Iverson abandonó el equipo el 7 de noviembre por "razones personales", y 9 días después, la franquicia anunció que su contrato había sido rescindido por "acuerdo mutuo". Finalmente, Iverson disputó tres partidos oficiales con los Grizzlies.
Tras convertirse en agente libre, inicialmente New York Knicks mostró interés por el jugador, pero el presidente del equipo Donnie Walsh anunció que no se efectuaría una oferta por él. El 26 de noviembre de 2009, el jugador anunció su retirada con un frío comunicado publicado en la web de Stephen A. Smith, columnista del Philadelphia Inquirer, pero pocos días después firmó un contrato no garantizado por un año con los Philadelphia 76ers. El mánager general del equipo, Ed Stefanski, justificó su fichaje por la lesión de su base titular, Louis Williams, que iba a causar baja al menos 30 partidos. El 7 de diciembre debutó con los 76ers con una derrota ante su exequipo, los Denver Nuggets, en la que logró 11 puntos y 6 asistencias.
El 22 de febrero de 2010, Iverson dejó los Sixers de manera indefinida, para estar pendiente de los problemas de salud de su hija de 4 años, Messiah. Tras perderse 5 partidos y el All-Star Game de la NBA 2010, Stefanski anunció que Iverson no se reincorporaría al equipo.

### Europa

#### 2010: Beşiktaş
El 26 de octubre de 2010, el portal Yahoo! Sports anunció que Iverson había firmado un contrato de dos años y cuatro millones de dólares con el Beşiktaş Cola Turka de la liga turca, lo cual se confirmó en rueda de prensa en la ciudad de Nueva York pocos días después. Debutó con derrota el 16 de noviembre en un partido de la Euroliga ante el KK Hemofarm, anotando 15 puntos en 23 minutos. En enero de 2011 regresó a los Estados Unidos debido a una lesión en la pantorrilla,

### Intentos de vuelta a la NBA y retirada
Debido a sus problemas financieros, Allen Iverson intentó volver a la NBA. En febrero de 2012 recibió una oferta de Los Angeles Lakers. Sin embargo, ello conllevaba primero jugar algunos partidos en su equipo afiliado en la NBA Development League, Los Angeles D-Fenders por lo que el jugador declinó la oferta. A los pocos días, rechazó la propuesta de los Guaros de Lara para jugar en la Liga Profesional de Baloncesto de Venezuela porque, según el copropietario del club Jorge Hernández, el jugador no quería "salir de Estados Unidos.
En enero de 2013, los Texas Legends le hicieron una oferta para que jugara en la NBA D-League, sin embargo Iverson volvió a rechazarla anunciando en Twitter que su deseo es "acabar su legado en la NBA, pero la decisión no depende únicamente de él".
El 30 de octubre de 2013, anunció su retirada definitiva de las canchas.
El 1 de marzo de 2014, los Philadelphia 76ers retiraron su camiseta con el número 3 como homenaje a su trayectoria en el equipo.
El 4 de abril de 2016 se hizo oficial su ingreso en el Basketball Hall of Fame.

### BIG3
A principios de 2017, se anunció la creación de la competición BIG3, con Iverson como jugador-entrenador de los 3's Company. En marzo, se anunció que Iverson compartiría capitanía junto a DerMarr Johnson. Su equipo eligió en el draft a Andre Owens, Mike Sweetney, y Ruben Patterson. El 25 de junio de 25, los 3's Company jugaron su primer partido ante los Ball Hogs, donde Iverson anotó 2 puntos con un 1 de 6 en lanzamientos en los 9 minutos disputados.

## Selección nacional

### Universiada de 1995
Iverson formó parte del equipo estadounidense que ganó la medalla de oro en la Universiada de Fukuoka, Japón, de 1995. El combinado salió invicto del torneo, ganando los siete encuentros. Parte del equipo incluía futuros jugadores de la NBA como Ray Allen, Tim Duncan, Kerry Kittles, Othella Harrington y Austin Croshere. Iverson lideró a Estados Unidos en anotación, asistencias y robos de balón, promediando 16,7 puntos, 6,1 asistencias y 2,9 robos, con un 56 % en tiros de campo y un 37,5 % en triples. En la final derrotaron a la selección anfitriona, Japón, por 141-81, una diferencia de puntos que es un récord de los campeonatos.

### Campeonato FIBA Américas 2003
El jugador habló sobre ser seleccionado para vestir la camiseta de la selección nacional estadounidense en 2003, diciendo:

Es un gran sentimiento poder representar a los Estados Unidos. Es un honor. Es un homenaje a todos los entrenadores que he tenido en mi vida: Brown, Thompson y mi entrenador de instituto Mike Bailey. Me siento bien por estar en un equipo como este, es una de las grandes cosas que he hecho en mi vida. Esto me hace sentirme bien sobre la persona a la que mi madre crio.
Allen Iverson

Iverson ayudó a Estados Unidos a lograr un balance de 10-0 en el Torneo de las Américas de 2003 y conseguir la clasificación a los Juegos Olímpicos de Atenas 2004. Jugó ocho partidos, todos ellos como titular, y aportó 14,3 puntos, 3,8 asistencias, 2,5 rebotes, 1,6 robos de balón, con un 56,2 % en tiros de campo (41/73), un 53,6 % en triples (15/28) y un 81 % en tiros libres (17/21).
En la victoria por 111-71 ante Canadá el 25 de agosto, Iverson anotó 28 puntos y 7 triples, ambos récords de la selección estadounidense en torneo clasificatorio olímpico. Jugó 23 minutos, con un 7 de 8 en triples, 1/1 en tiros libres y repartió tres asistencias, robó otros tres balones y cogió un rebote. Los siete triples fueron convertidos en los últimos 7 minutos y 41 segundos del tercer cuarto.
Finalizó el torneo entre los diez primeros en anotación, cuarto en robos, quinto en porcentaje de triples, séptimo en asistencias y noveno en porcentaje de tiros de campo (56,2 %). No pudo jugar los dos últimos encuentros por una lesión en la primera parte del partido ante Puerto Rico el 28 de agosto.

### Juegos Olímpicos de 2004
La actuación de la selección estadounidense en los Juegos Olímpicos de Atenas 2004 fue una decepción. Antes del torneo, fueron muchos los jugadores estrella que se autodescartaron para acudir a la cita olímpica. Gente como Tracy McGrady, Jason Kidd, Mike Bibby, Jermaine O'Neal y Karl Malone alegaron motivos personales para no acudir a la cita.
Durante el periodo de partidos amistosos, Iverson y LeBron James fueron relegados a la suplencia por llegar tarde a un entrenamiento. Estados Unidos jugó un gris partido de preparación ante Alemania, equipo fuera de la competición, logrando la victoria por la mínima gracias a una canasta de Iverson en los últimos segundos del encuentro desde mitad de la pista.
En el primer partido de los Juegos Olímpicos, Puerto Rico ganó y humilló a los estadounidenses por 92-73. Posteriormente la selección estadounidense ganó a Grecia y Australia, aunque otra derrota más, esta vez ante Lituania, hizo que se colocaran con un balance de 2 victorias y 2 derrotas. En el último encuentro del grupo, ganó a Angola cómodamente por 89-53. Tras un duro partido consiguieron eliminar a España en los cuartos de final, Argentina se cruzó en su camino y eliminó a Estados Unidos por 89-81. Finalmente derrotaron a los lituanos en el partido por el bronce, cerrando el torneo con un pobre balance de cinco victorias y tres derrotas.

## Estadísticas de su carrera en la NBA
|  | Líder de la liga |

### Temporada regular
| Año      | Equipo       | PJ  | PT  | MPP  | %TC  | %3P   | %TL  | RPP | APP | ROB | TPP | PPP  |
| -------- | ------------ | --- | --- | ---- | ---- | ----- | ---- | --- | --- | --- | --- | ---- |
| 1996-97  | Philadelphia | 76  | 74  | 40.1 | .416 | .341  | .702 | 4.1 | 7.5 | 2.1 | .3  | 23.5 |
| 1997-98  | Philadelphia | 80  | 80  | 39.4 | .461 | .298  | .729 | 3.7 | 6.2 | 2.2 | .3  | 22.0 |
| 1998-99  | Philadelphia | 48  | 48  | 41.5 | .412 | .291  | .751 | 4.9 | 4.6 | 2.3 | .2  | 26.8 |
| 1999-00  | Philadelphia | 70  | 70  | 40.8 | .421 | .341  | .713 | 3.8 | 4.7 | 2.1 | .1  | 28.4 |
| 2000-01  | Philadelphia | 71  | 71  | 42.0 | .420 | .320  | .814 | 3.8 | 4.6 | 2.5 | .3  | 31.1 |
| 2001-02  | Philadelphia | 60  | 59  | 43.7 | .398 | .291  | .812 | 4.5 | 5.5 | 2.8 | .2  | 31.4 |
| 2002-03  | Philadelphia | 82  | 82  | 42.5 | .414 | .277  | .774 | 4.2 | 5.5 | 2.7 | .2  | 27.6 |
| 2003-04  | Philadelphia | 48  | 47  | 42.6 | .387 | .286  | .745 | 3.7 | 6.8 | 2.4 | .1  | 26.4 |
| 2004-05  | Philadelphia | 75  | 75  | 42.3 | .424 | .308  | .835 | 4.0 | 7.9 | 2.4 | .1  | 30.7 |
| 2005-06  | Philadelphia | 72  | 72  | 43.1 | .447 | .323  | .814 | 3.2 | 7.4 | 1.9 | .1  | 33.0 |
| 2006-07  | Philadelphia | 15  | 15  | 42.7 | .413 | .226  | .885 | 2.7 | 7.3 | 2.2 | .1  | 31.2 |
| 2006-07  | Denver       | 50  | 49  | 42.4 | .454 | .347  | .759 | 3.0 | 7.2 | 1.8 | .2  | 24.8 |
| 2007-08  | Denver       | 82  | 82  | 41.8 | .458 | .345  | .809 | 3.0 | 7.1 | 2.0 | .2  | 26.4 |
| 2008-09  | Denver       | 3   | 3   | 41.0 | .450 | .250  | .720 | 2.7 | 6.7 | 1.0 | .3  | 28.7 |
| 2008-09  | Detroit      | 54  | 50  | 36.5 | .416 | .286  | .786 | 3.1 | 4.9 | 1.6 | .1  | 17.4 |
| 2009-10  | Memphis      | 3   | 0   | 22.3 | .577 | 1.000 | .500 | 1.3 | 3.7 | 0.3 | 0.0 | 12.3 |
| 2009-10  | Philadelphia | 25  | 24  | 31.9 | .417 | .333  | .824 | 3.0 | 4.1 | .7  | .1  | 13.9 |
| Total    | Total        | 914 | 901 | 41.1 | .425 | .313  | .780 | 3.7 | 6.2 | 2.2 | .2  | 26.7 |
| All-Star | All-Star     | 9   | 9   | 26.6 | .414 | .667  | .769 | 2.6 | 6.2 | 2.3 | .1  | 14.4 |

### Playoffs
| Año   | Equipo       | PJ | PT | MPP  | %TC  | %3P  | %TL  | RPP | APP  | ROB | TPP | PPP  |
| ----- | ------------ | -- | -- | ---- | ---- | ---- | ---- | --- | ---- | --- | --- | ---- |
| 1999  | Philadelphia | 8  | 8  | 44.8 | .411 | .283 | .712 | 4.1 | 4.9  | 2.5 | .2  | 25.5 |
| 2000  | Philadelphia | 10 | 10 | 44.4 | .384 | .308 | .739 | 4.0 | 4.5  | 1.2 | .1  | 26.2 |
| 2001  | Philadelphia | 22 | 22 | 46.2 | .389 | .338 | .774 | 4.7 | 6.1  | 2.4 | .3  | 32.9 |
| 2002  | Philadelphia | 5  | 5  | 41.8 | .381 | .333 | .810 | 3.6 | 4.2  | 2.6 | .0  | 30.0 |
| 2003  | Philadelphia | 12 | 12 | 46.4 | .416 | .345 | .737 | 4.3 | 7.4  | 2.4 | .1  | 31.7 |
| 2005  | Philadelphia | 5  | 5  | 47.6 | .468 | .414 | .897 | 2.2 | 10.0 | 2.0 | .4  | 31.2 |
| 2007  | Denver       | 5  | 5  | 44.6 | .368 | .294 | .806 | .6  | 5.8  | 1.4 | .0  | 22.8 |
| 2008  | Denver       | 4  | 4  | 39.5 | .434 | .214 | .697 | 3.0 | 4.5  | 1.0 | .2  | 24.5 |
| Total | Total        | 71 | 71 | 45.1 | .401 | .327 | .764 | 3.8 | 6.0  | 2.1 | .2  | 29.7 |

## Vida personal
Iverson empezó a salir con su novia del instituto Tawanna Turner cuando tenían 16 años, y se casó con ella el 3 de agosto de 2001, en "The Mansion on Main Street" de Voorhees, Nueva Jersey. Tuvieron cinco hijos: Tiaura, Allen II, Isaiah, Messiah, y Dream.
El 2 de marzo de 2010, Tawanna Iverson solicitó el divorcio, pidiendo la custodia de sus hijos, así como la manutención de los niños y los pagos de la pensión alimenticia.
En diciembre de 2012 perdió su lujosa mansión en Atlanta, valorada en 4,5 millones de dólares, en medio de una batalla legal debido al divorcio con su esposa Tawanna, lo que le hizo plantearse el buscar un nuevo equipo para regresar a las canchas. Según Iverson, la pareja volvió a estar junta menos de un mes después de que el divorcio se formalizara en 2013.
El primo de Iverson, Kuran Iverson, jugó al baloncesto en la Division I con la Universidad de Rhode Island y también en la NBA G-League, y posteriormente jugó en Nueva Zelanda para los Manawatu Jets.

### Intento de iniciar una carrera musical
En el año 2000 grabó un álbum de rap llamado 40 Bars. Sin embargo, tras ser criticado por sus polémicas letras, finalmente decidió no sacarlo al mercado. Bajo su alias musical Jewelz, las líricas del disco contenían comentarios despectivos sobre los homosexuales. Debido a las críticas de grupos activistas y del Comisionado de la NBA David Stern, el jugador optó por cambiar las letras, pero de todas formas nunca publicó el álbum.

### Problemas legales y financieros
Además del incidente protagonizado el Día de San Valentín de 1993, en el que Iverson y varios de sus amigos se vieron involucrados en un altercado con un grupo de adolescentes de raza blanca en una bolera de Hampton, el jugador se ha visto envuelto a lo largo de su vida en diferentes problemas legales de todo tipo. En 1997 la policía le paró, junto con sus amigos, por conducir a una velocidad excesivamente alta por la noche y le detuvo por llevar un arma oculta y por posesión de marihuana. Se declaró nolo contendere y le condenaron realizar trabajos a la comunidad y a someterse al test de drogas de manera mensual.
En 2002, presuntamente tras una pelea, echó a su esposa Tawanna de la mansión en la que residían, y a la noche siguiente, un enfurecido Iverson fue a buscarla al apartamento de su primo. Este no le dejó entrar, a pesar de que era Iverson el que pagaba el alquiler de la casa. Según el informe de la policía, el jugador amenazó con matar a su primo Charles Jones y al compañero de habitación de Jones mostrándoles una pistola semiautomática. Todos los cargos fueron finalmente retirados debido a las contradicciones de los testigos.
El 24 de febrero de 2004, Iverson, un cliente regular de los casinos, fue descubierto orinando en una papelera del casino Bally's Park Place, en Atlantic City, a vista de todo el personal. La dirección del casino le prohibió la entrada de por vida.
El 9 de diciembre de 2005, después de ganar con los Sixers a Charlotte Bobcats, se marchó al Trump Taj Mahal, donde tuvo una disputa con la dirección del casino debido a una mano de póker de tres cartas en la cual el jugador se negó a devolver los 10 000 dólares que la banca le había pagado por error. Sin embargo, las reglas de los casinos de Atlantic City informan que cuando se desembolsa por error a favor de un jugador, este debe devolver el dinero que no ha ganado legítimamente en el juego.
En 2005, David Stern estableció un código de vestimenta prohibiendo a los jugadores camisetas sin mangas, pantalones anchos, gorras de béisbol, bandanas, camisetas a la altura de las rodillas, gafas de sol dentro del pabellón, joyas o botas Timberland. En resumen, todo lo conocido como "cultura del hip-hop". Los castigos por violación del código incluían multas y posibles sanciones por repetidas violaciones. Iverson criticó el código de Stern diciendo que "no cambiará el carácter de una persona independientemente del tipo de ropa que lleves", y que "asociar la vestimenta hip-hop con la violencia, las drogas o una mala imagen es de racistas". Iverson también dijo que la publicidad de muchos patrocinadores destacados de la NBA, como Nike, Reebok, Puma y Adidas, está muy influida por la cultura del hip-hop.
El 2 de enero de 2007 fue multado con 25.000 dólares por criticar al árbitro Steve Javie tras el encuentro entre su equipo los Nuggets ante sus excompañeros de los 76ers. Durante el partido, el jugador fue expulsado del mismo por dos faltas técnicas. Posteriormente, Iverson diría que Javie "tiene algo personal conmigo desde que entré a la liga" y que "intenta hacerme parecer malo".
En abril de 2011, una patrulla de policía le dio el alto mientras conducía un Lamborghini Murciélago y, al comprobar los datos del vehículo, deciden inmovilizarlo debido a una falsificación realizada por el jugador para no pagar un impuesto estatal. Iverson les respondió: "Llévense el coche si quieren, tengo 10 más... ¿es que no saben quién soy?"

## Récords en la NBA
- Jugador con más robos de balón en un partido de playoffs (10, conseguidos el 13 de mayo de 1999 ante Orlando Magic).[118]
- Jugador con más puntos en su primera participación en un partido de final de la NBA (48, conseguidos el 6 de junio de 2001 ante Los Angeles Lakers).[119][120]